# История Занзибара
История Занзибара началась, когда остров стал базой купцов, торговавших с Индией, Аравией и Африкой. На острове Унгуджа (Занзибар) существовала удобная естественная гавань, поэтому, хотя сам Занзибарский архипелаг не производил никакой ценной продукции, арабские купцы начали селиться в городе Занзибар. Остров стал центром торговли с городами восточно-африканского побережья. Выходцы из Шираза построили на севере острова Унгуджа первую мечеть в южном полушарии.
Первой европейской державой, установившей контроль над Занзибаром, была Португалия. Она удерживала его чуть менее двухсот лет, пока в 1698 году Занзибар не попал под контроль Султаната Оман. Экономика Занзибара в период оманского господства строилась на торговле и сельском хозяйстве. На архипелаге появились плантации для выращивания специй, и торговля специями приняла огромный масштаб, так что, наряду с Молуккскими островами, Занзибарский архипелаг получил название «Островов специй». Кроме специй, была развита также торговля слоновой костью и рабами. Занзибар был важной частью арабской торговли рабами в Индийском океане. Султан Занзибара контролировал существенную часть побережья Восточной Африки, известную под названием Зандж (происходящего от названия Занзибар), а также торговые пути в Восточной Африке.
В XIX веке постепенно контроль за островом перешёл к Великобритании, и в 1890 году Занзибар стал британским протекторатом. В 1896 году, когда один из султанов умер, Британия не одобрила его преемника, что привело к Англо-занзибарской войне, продолжавшейся 38 минут и считающейся самой короткой войной в истории.
В декабре 1963 года острова получили независимость, став конституционной монархией. Через месяц в ходе Занзибарской революции, направленной в основном против арабов и индийцев, монархия была ликвидирована, а на её месте образована Народная Республика Занзибара и Пембы. В апреле 1964 года Занзибар объединился с Танганьикой, став автономным регионом в составе государства Танзания.

## Доисторический Занзибар
Существуют археологические свидетельства того, что Занзибар был заселён по меньшей мере 20 тысяч лет до н. э. В одной из пещер были обнаружены каменные орудия этого возраста, характерные для охотников и собирателей. На Занзибаре были найдены фрагменты бисера, изготовленные в III—I тысячелетиях до н. э. в разных районах побережья Индийского океана. Теория о существовании в это время устойчивых морских путей не является общепринятой.
Сохранились многочисленные археологические свидетельства, что на острове Занзибар во второй половине I тысячелетия н. э. уже появились поселения, в которых дома строились из глины с использованием древесины. Это несколько раньше, чем время возникновения аналогичных городов в Восточной Африке — около IX века н. э. Эти поселения были разобщены и не составляли каких-либо союзов, что сильно упростило арабам задачу завоевания Занзибара.

## До португальского завоевания
Торговые связи Занзибара с Ближним и Средним Востоком существовали с доисторических времён. Так, серьга, найденная в месопотамском городе Эшнунне и датированная III тысячелетием до н. э., сделана из копала, происходящего с Занзибарского архипелага. Предположительно, арабские, персидские (в первую очередь ширазские) и индийские купцы регулярно посещали Занзибар с I тысячелетия н. э., используя муссоны для передвижения по Индийскому океану и естественную гавань в современном Каменном городе Занзибара. Начиная с X века, вокруг гавани возникло городское поселение, в котором шло каменное строительство. С XI—XII веков купцы также начали селиться на Занзибаре, который не был богат природными ресурсами, но был удобен как промежуточная торговая база.
Примерно в это же время началась консолидация коренного населения Занзибара. В двух группах, хадиму и тумбату, возникли свои правители (Мвеньи Мкуу и Шеха, соответственно). Власть этих правителей была довольно слабой, но достаточной для консолидации и установления этнической идентичности этих групп.
В 1107 году на острове Унгуджа выходцами из Шираза была построена первая мечеть в южном полушарии, мечеть Кизимкази.

## Португальское правление
В 1499 году по пути в Индию на Занзибаре высадился Васко да Гама. В августе 1505 года архипелаг вошёл в состав Португальской империи, когда капитан Джон (Жуан) Хомер, находившийся во флотилии Франсишку ди Алмейды, захватил остров Занзибар.

## Оманское правление и султанат
В 1698 году Занзибар перешёл под контроль Омана и стал управляться султаном Омана. Португальцы были изгнаны с острова, и Занзибар превратился в центр торговли рабами и слоновой костью. Были также устроены плантации гвоздики. Арабы разместили военные гарнизоны на островах Унгуджа и Пемба. Расцвет оманского правления пришёлся на властвование султана Сеида Саида, который в 1832 году перенёс свою столицу из Маската в Каменный город на Занзибаре. В это время занзибарская торговля была сосредоточена главным образом в руках выходцев из Индии, которых Сеид Саид пригласил поселиться на Занзибаре. После его смерти в 1856 году развернулась борьба между его сыновьями за наследование. 6 апреля 1861 года Занзибар и Оман стали двумя независимыми султанатами. Шестой сын Сеида Саида, Маджид бин Саид, стал султаном Занзибара, а третий сын, Тувайни бин Саид — султаном Омана.
Султан Занзибара контролировал значительную часть побережья Восточной Африки, известную под названием Зандж, а также торговые пути вглубь континента, вплоть до Кинду на реке Конго. В ноябре 1886 года британо-германская комиссия по демаркации границы установила территорию Занджа в пределах полосы шириной десяти морских миль (19 км) от побережья, от мыса Дельгадо в современном Мозамбике до Кипини в современной Кении, включая Момбасу и Дар-эс-Салам, а также все острова вдоль побережья и несколько прибрежных районов в современном Сомали. Между 1887 и 1892 годами все эти континентальные владения перешли от Занзибара к Британской империи, Германии и Италии.
Во времена султаната Занзибар превратился в крупнейший центр работорговли в Восточной Африке. В XIX веке ежегодно через Занзибар продавались около 50 тысяч рабов. Работорговля была прекращена лишь в 1876 году под давлением Великобритании. Торговля специями велась по всему миру, и, в частности, США открыли консульство на Занзибаре в 1837 году.

## Британское правление
Британское влияние в Занзибаре постепенно возрастало в течение всего XIX века, и 1 июня 1890 года был подписан Занзибарский договор между Великобританией и Германией (контролировавшей Танганьику), по которому Германия обязалась не вмешиваться в британские дела в Занзибарском архипелаге, а Великобритания должна была употребить своё влияние, чтобы добиться от занзибарского султана передачи Германии территории вокруг Дар-эс-Салама. В результате Занзибар и Пемба получили статус британского протектората. Для султана в результате действия договора практически ничего не изменилось.
25 августа 1896 года умер султан Хамад ибн Тувайни, после чего старший сын второго султана Занзибара и двоюродный брат Хамада, Халид ибн Баргаш, поддержанный Германией, захватил дворец и объявил себя новым правителем Занзибара. Однако Великобритания поддержала другого претендента, Хамуда ибн Мухаммада ибн Саида, что привело к перестрелке утром 27 августа, вошедшей в историю как англо-занзибарская война. Британские военные корабли подошли к султанскому дворцу и в ультимативном порядке потребовали, чтобы Халид в течение часа покинул дворец. После его отказа дворец был обстрелян. Халид бежал и укрылся в консульстве Германии, а через 45 минут после начала обстрела было заключено перемирие. Хамуд стал султаном и в 1897 году формально запретил работорговлю, ранее уже прекращённую.
С 1913 года до провозглашения независимости Занзибара в 1963 году Великобритания назначала представителей (обычно генерал-губернаторов) на Занзибаре.

## Независимость и объединение с Танганьикой
10 декабря 1963 года Занзибар получил независимость от Великобритании, став конституционной монархией во главе с султаном, которым стал Сеид-Джамшид-ибн-Абдулла. Но уже 12 января 1964 года под предводительством Джона Окелло произошла Занзибарская революция, свергнувшая султана и демократически избранное правительство. Была образована Народная Республика Занзибара и Пембы, которую возглавил шейх Ахмад Абейд Каруме. В ходе революции происходили массовые убийства, изнасилования и погромы арабов и индийцев. В ходе этих событий были убиты от пяти до двенадцати тысяч занзибарцев арабского происхождения, несколько тысяч индийцев, также тысячи были заключены под стражу или изгнаны с острова, а их собственность конфискована и национализирована.
Революционное правительство национализировало два иностранных банка, действовавших на Занзибаре, Standard Bank и National and Grindlays Bank. На их основе был создан Peoples Bank of Zanzibar. Единственный банк с местным капиталом, Jetha Lila, закрылся, так как им владели индийцы.
26 апреля 1964 года Республика Танганьика и Народная Республика Занзибара и Пембы объединились, образовав Объединённую Республику Танганьики и Занзибара. 29 октября того же года название было сокращено, и страна стала называться Танзания. Ахмад Абейд Каруме остался президентом Занзибара и стал вице-президентом Танзании. В его ведении оставались внутренние дела архипелага, в то время как внешняя политика перешла в ведении Танзании.